# Aizai
Aizai  (嗳仔,  ǎizǎi, auch 南嗳,  nán'ǎi „südliche Oboe“) ist ein chinesisches Doppelrohrblattinstrument. Es handelt sich um eine kleine suona (Kegeloboe) aus der Provinz Fujian, die in der Ensembleform der Südlichen Musik aus der Provinz Fujian (福建南曲,  Fújiàn nánqǔ) verwendet wird, die auch als nanyin (南音,  nányīn „südliche Töne“), nanguan (南管,  nánguǎn „südliche Blasinstrumente“) oder guanxian  (管弦,  guǎnxián „Blas- und Saiteninstrumente“) bezeichnet wird.